# Izidor Gross
Izidor Gross (n. 25 iunie 1860, Kislőd, Districtul Ajka, Veszprém, Ungaria – d. 1942, Lagărul de concentrare Jasenovac, Statul Independent al Croației) a fost un maestru șahist executat de naziști.